# Iglesia de San Esteban (Segovia)
La iglesia de San Esteban es un templo románico de la ciudad española de Segovia, construido originalmente en el siglo XII. Destaca por su esbelta torre, que antes de perder el alto chapitel barroco que la coronaba, con el que se levantaba hasta los 56 metros de alto, era el campanario románico más alto en la península ibérica.
Sin embargo, con el tejado que la cubre actualmente, obra de hace unas décadas, solo alcanza unos 50 metros en su cúspide, formada por un popular gallo metálico y veleta. Por ello, muestra a una altura similar a la torre de la iglesia de Santa María la Antigua de Valladolid y pueden considerarse ambas, "reinas de las torres románicas de Castilla", las más altas de este estilo en España y la Península ibérica.
La iglesia, situada en la plaza del mismo nombre de la ciudad, posee un pórtico en la fachada meridional con diez arcos y capiteles adornados con grabados medievales. El interior, reconstruido en el siglo XVIII tras un incendio, es de estilo barroco.
La galería porticada es otro de los elementos más característicos de la construcción. Ocupa los flancos occidental y meridional de la iglesia. Todo está construido con la caliza rosada local, menos los fustes de las columnas geminadas que son de granito, aspecto que puede proceder de la restauración acometida a principios del siglo XX. Los capiteles son originales y se aprecia el fuerte desgaste causado por las lluvias y la contaminación que han creado un efecto similar al derretido.